# Hugh Dyer
Hugh Dyer (* 26. Mai 1961) ist ein ehemaliger belizischer Boxer.
Er trat bei den Olympischen Sommerspielen 1984 in Los Angeles an. Im Bantamgewicht unterlag er in der zweiten Runde dem Kolumbianer Robinsón Pitalúa.